# Neubabelsberg

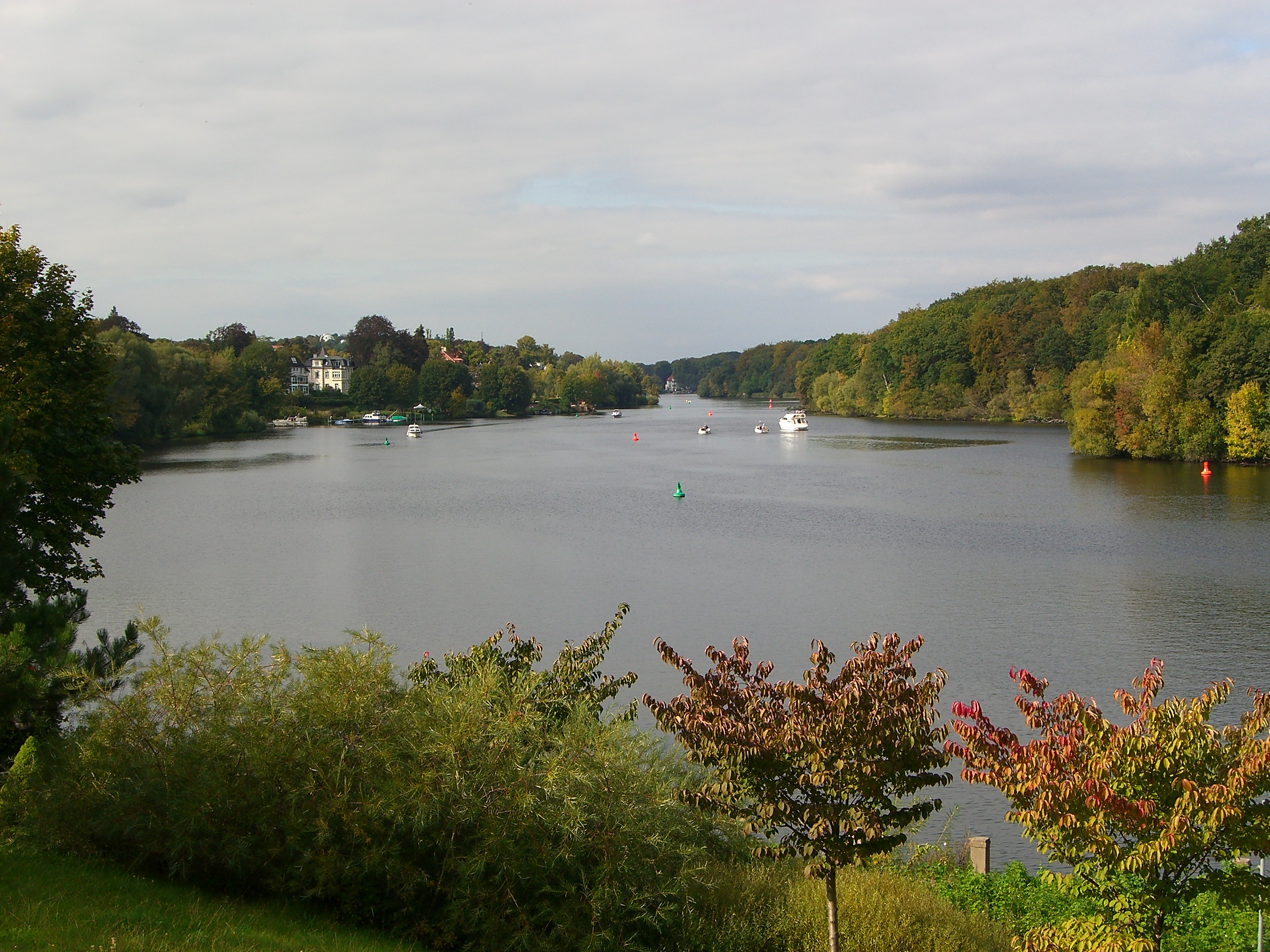
Blick über den Griebnitzsee mit Neubabelsberg auf der linken und Berlin-Wannsee auf der rechten Seite

Neubabelsberg ist eine nach der Gründung des Deutschen Kaiserreiches entstandene und seit 1939 zu Potsdam gehörende Villenkolonie. Sie liegt im östlichen Potsdam, westlich der Berliner Ortslage Kohlhasenbrück (Ortsteil Wannsee) und erstreckt sich vom S-Bahnhof Griebnitzsee entlang des Griebnitzsees bis an den ehemals kaiserlichen Garten Park Babelsberg mit dem darin befindlichen Schloss Babelsberg.
Die Villenkolonie entstand auf dem Gebiet der Gemeinde Klein Glienicke im Kreis Teltow, die 1925 in Neubabelsberg umbenannt wurde. Die Gemeinde Neubabelsberg wurde am 1. April 1938 in die Stadt Nowawes eingegliedert, die gleichzeitig in Babelsberg umbenannt wurde. Die Stadt Babelsberg wurde am 1. April 1939 in die Stadt Potsdam eingegliedert.

## Geschichte

### Gründung der Villensiedlung

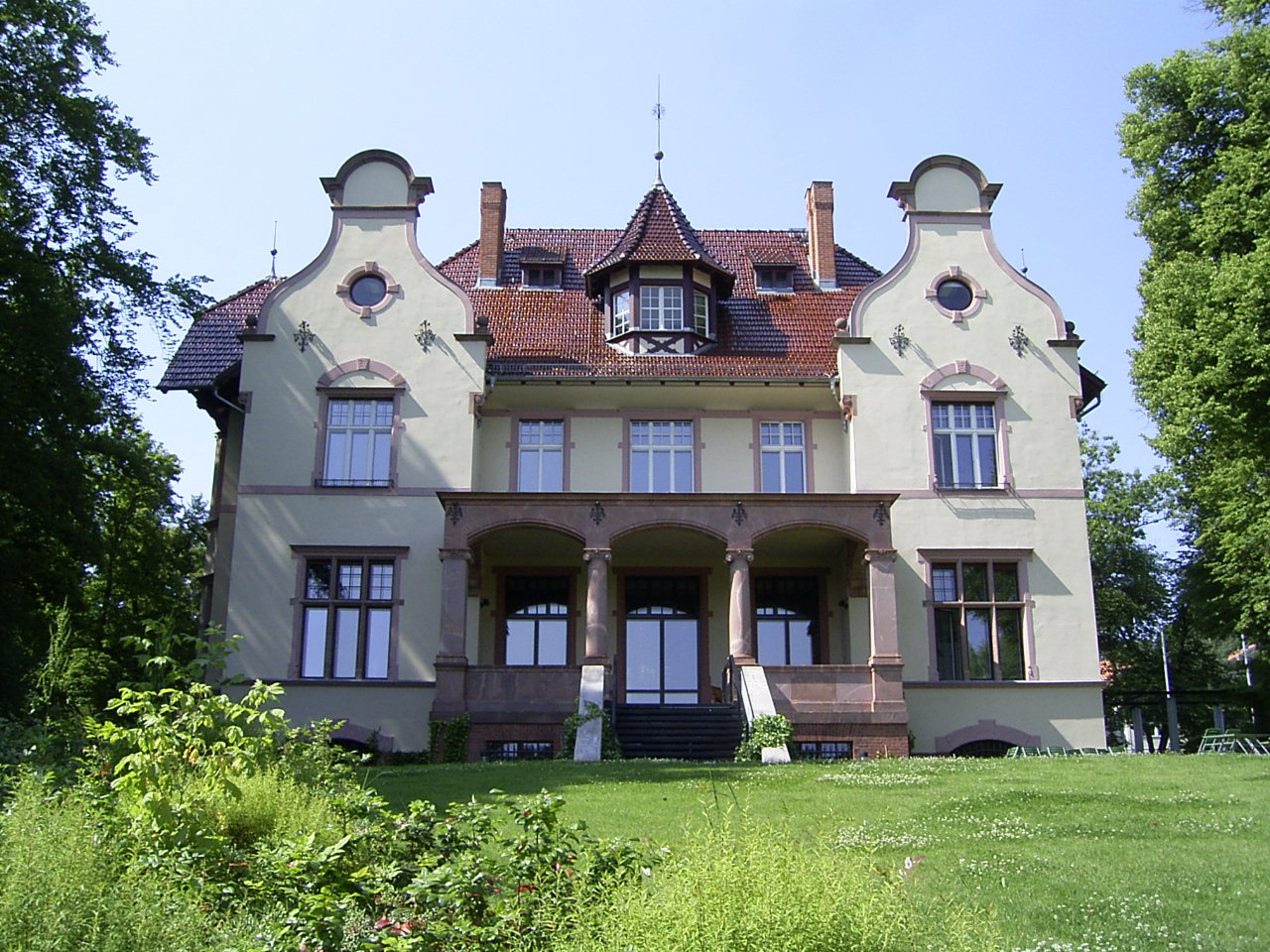
Die Truman-Villa: Von hier aus wurde 1945 die Entscheidung zum Atombombenabwurf auf Hiroshima getroffen

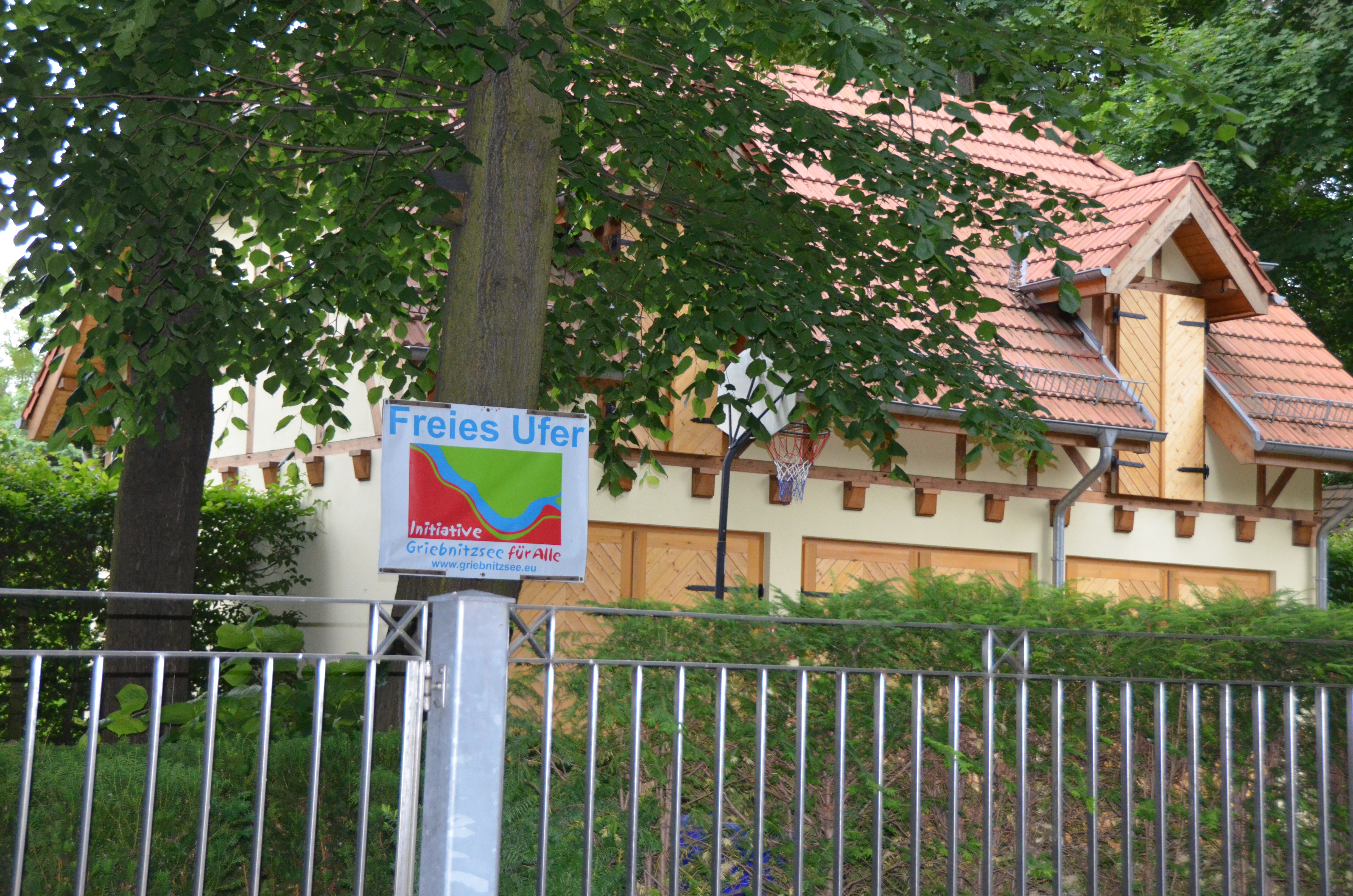
Anwohnerinitiative für einen freien Zugang zum Griebnitzsee

Die Societät Neubabelsberg der Architekten Hermann Ende und Wilhelm Böckmann schuf ab 1871 zwischen der heutigen Rudolf-Breitscheid-Straße und dem Park Babelsberg ein neues Siedlungsgebiet wohlhabender Potsdamer und Berliner, wie beispielsweise für Friedrich Sarre, den ersten Direktor des Museums für Islamische Kunst. Für das Gelände wurden Grundstücke überwiegend vom ehemaligen Türkshof mit Maulbeerplantagen Wilhelm von Türks aber auch forstwirtschaftliches Terrain von Kaiser Wilhelm I. erworben. Das Gebiet wurde in 176 Parzellen aufgeteilt, von denen die teuersten Wasserparzellen 20–25 m breit und 80–110 m tief waren. Als Ausgleich waren die landseitigen Grundstücke 40 m breit und 90 m tief. Ausgenommen war der ehemalige Wohnsitz Wilhelm von Türks, die heutige Villa Mosler (Karl-Marx-Straße 28/29) mit einer 140 m breiten Straßenfront und 90 m Grundstückstiefe. Von den ersten Villen steht heute nur noch die Villa Stern (Karl-Marx-Straße 3). 1872–1873 wurden Straßen gebaut, 1874 das Wasserwerk und 1876 die Dampferlinie auf dem Griebnitzsee in Betrieb genommen.
Von 1898 bis 1920 befand sich in Neubabelsberg die Zentralstelle für wissenschaftlich-technische Untersuchungen, eine Forschungseinrichtung der deutschen Rüstungsindustrie. Ab dem Jahr 1912 mietete die vom Architekten Hans Zaar (1849–1924) errichtete und bewohnte Villa in der Kaiserstraße 33 der Offizier der kaiserlichen Marine, Marineattaché und Leiter des Marinenachrichtendienstes Hans Humann mit seiner Familie. In der damaligen Berliner Straße 146 (heute: Rudolf-Breitscheid-Straße 232) kam der Schriftsteller, Maler und Filmemacher Peter Weiss am 8. November 1916 zur Welt.
Später zogen auch Filmschauspieler wie Marika Rökk, Sybille Schmitz, Lilian Harvey oder Brigitte Horney hierher, die die Nähe zu den benachbarten Filmstudios in Babelsberg schätzten. Hier finden sich auch ehemalige Gästehäuser der UFA bzw. DEFA, die während der Dreharbeiten unter anderem Heinz Rühmann, Marlene Dietrich und Hans Albers, sowie Jean Gabin, Gérard Philipe und viele andere beherbergten. Die Architekten Ludwig Mies van der Rohe, Hermann Muthesius und Alfred Grenander bauten in Neubabelsberg mehrere Villen, auch das Architekturbüro Peter Behrens mit seinen Mitarbeitern Walter Gropius, Adolf Meyer und Le Corbusier plante für die Kolonie.

### Nationalsozialismus und Potsdamer Konferenz
Nur wenige Monate nach Errichtung der nationalsozialistischen Diktatur vergingen, bis in der Villenkolonie die ersten, von den neuen Machthabern befohlenen politischen Morde vollzogen wurden. Im Frühjahr 1934 war der ehemalige Reichskanzler Kurt von Schleicher mit seiner Familie in das Haus Griebnitzstraße 4 eingezogen. Hier wurden er und seine Ehefrau Elisabeth am 30. Juni des gleichen Jahres, in der sogenannten „Nacht der langen Messer“ durch Angehörige des Sicherheitsdienstes der NSDAP erschossen. Drei Tage später wurden dieser und weitere Morde als Staatsnotwehr deklariert. Das Grundstück in der Stubenrauchstraße 12–14 kaufte 1935 der Oberbefehlshaber der deutschen Kriegsmarine Admiral Erich Raeder. Die Kosten für den Bau seines Hauses deckte weitestgehend die Dotation, die er aus Anlass seines 65. Geburtstages 1941 von Adolf Hitler für „Treue und stete Gefolgschaft“ erhalten hatte.
In der weiteren Zeit des Nationalsozialismus wurden viele jüdische Neubabelsberger zur Emigration genötigt, ermordet oder auf anderem Wege in den Tod getrieben. Die durch Emigration frei gewordenen Häuser wurden unter Wert verkauft oder von nationalsozialistischen Organisationen genutzt. So wurde beispielsweise aus der Villa des vertriebenen UFA-Regisseurs Alfred Zeisler das Wohnhaus von Marika Rökk und Georg Jacoby, in der Villa des jüdischen Bankiers Jakob Goldschmidt wurde eine Reichsführerinnenschule eingerichtet. In ihrer Wohnung in der Stubenrauchstraße 11 bereitete die Ehefrau des früheren Schuhfabrikanten Jacques Russ, Else Russ am 6. Juni 1936 ihrem Leben ein Ende, nachdem das Unternehmen ihrer Familie „arisiert“ worden war. Auch ihr Sohn Werner Russ (1902–1943) geriet 1943 in die Fänge der SS und wurde am 21. Mai im Vernichtungslager Sobibor ermordet. Sie waren jüdischer Abstammung. Emmy Liebeschütz, die Frau des Fabrikanten Robert Liebschütz aus der Kaiserstraße 14 kam in Theresienstadt ums Leben. Ebenso der Kaufmann Max Rosenberg aus der Griebnitzstraße 4 und der Kaufmann Ernst Naumann aus der Kaiserstraße 6a. Im Januar 1943 wurden von der Gestapo die letzten Neubabelsberger Juden aus einem Siechen- und Altenheim in ein Konzentrationslager deportiert. Lediglich Otto Liebknecht, der Bruder Karl Liebknechts, blieb mit seiner jüdischen Frau bis zum Kriegsende 1945 von einer Deportation verschont. In der Villa der Familie von Tresckow wurde 1944 vom Kreis um Henning von Tresckow und Claus Schenk Graf von Stauffenberg die Bombe für das Attentat auf Adolf Hitler gebaut.
Während der Potsdamer Konferenz im Schloss Cecilienhof 1945 wohnten in Neubabelsberg die Verhandlungsführer Winston Churchill, Josef Stalin und Harry Truman. Die Villen, in denen die drei Staatsmänner zu dieser Zeit wohnten, sind noch heute nach ihnen benannt. Die Churchill-Villa wurde durch Ludwig Mies van der Rohe unmittelbar vor dem Ersten Weltkrieg erbaut und wird heute von Hasso Plattner bewohnt. In der Truman-Villa ist die Friedrich-Naumann-Stiftung untergebracht. In ihr wurde seinerzeit auch der Befehl für den Atombombenabwurf auf Nagasaki erteilt. Die Stalin-Villa wurde ebenfalls kurz vor dem Ersten Weltkrieg von dem Architekten Alfred Grenander erbaut.
Der heutige S-Bahnhof Griebnitzsee wurde 1862 für die Erschließung der Siedlung Neubabelsberg errichtet. Er hieß ursprünglich Neubabelsberg, wurde 1938 in Babelsberg-Ufastadt umbenannt und heißt seit 1949 ‚Griebnitzsee‘.

### DDR-Zeit
Mit dem Bau der Berliner Mauer im Jahr 1961 wurde Neubabelsberg vom Griebnitzsee durch Grenzanlagen am Ufer abgeschnitten. Der Bahnhof Griebnitzsee wurde zu einem stark abgeschirmten Grenzbahnhof.
Nach Gründung der DEFA wurden – von 1954 bis teilweise ins Jahr 2000 – einige Villen in Neubabelsberg von der Hochschule für Film und Fernsehen „Konrad Wolf“ genutzt, bevor diese ihren Neubau in der Medienstadt Babelsberg neben den Filmstudios erhielt.
Aktuell sind die Eigentumsverhältnisse einiger Neubabelsberger Villen immer noch ungeklärt. Bei den geklärten Fällen fanden häufig Rückübertragungen statt, die dazu führten, dass die Häuser verkauft wurden und die Bewohner wegziehen mussten. Manche Gebäude stehen daher leer, die dazugehörigen Gärten sind verwildert. Umstritten sind insbesondere die Durchgangsrechte am Ufer des Griebnitzsees („Uferweg“), zu denen sich auch eine Bürgerinitiative organisiert hat.